# Marston Morse

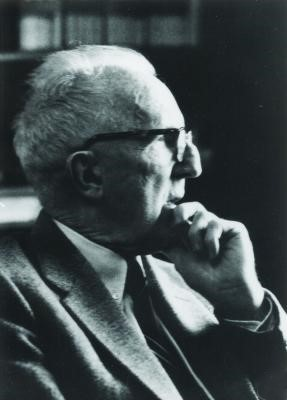
Marston Morse năm 1965

Marston Morse (tên khai sinh là Harold Calvin Marston Morse; sinh ngày 24.3.1892 – 22.6.1977) là nhà toán học người Mỹ, nổi tiếng về công trình nghiên cứu phép tính biến phân (calculus of variations) trên quy mô lớn, một đề tài mà ông đưa ra kỹ thuật tô pô vi phân (differential topology), nay gọi là lý thuyết Morse. Năm 1933 ông được thưởng Giải tưởng niệm Bôcher cho công trình nghiên cứu giải tích. Ông còn được trao Huân chương Khoa học Quốc gia năm 1964.

## Cuộc đời và Sự nghiệp
Ông sinh năm 1892 tại Waterville, Maine, con của Ella Phoebe Marston và Howard Calvin Morse. Ông đậu bằng cử nhân ở Colby College (tại Waterville) năm 1914, và đậu bằng thạc sĩ năm 1915 cùng bằng tiến sĩ năm 1917 đều ở Đại học Harvard.
Ông dạy học ở Đại học Harvard, Đại học Brown và Đại học Cornell, sau đó nhện một chức vụ ở Institute for Advanced Study tại Princeton, New Jersey năm 1935, nơi ông làm việc cho tới khi nghỉ hưu năm 1962.
Sự nghiệp nghiên cứu của ông phần lớn tập trung vào một đề tài riêng mang tên "Lý thuyết Morse", một ngành của topology vi phân. Lý thuyết Morse là một đề tài rất quan trọng trong Vật lý toán học (mathematical physics) hiện đại, chẳng hạn như Lý thuyết dây.

## Lời trích dẫn
"Toán học là kết quả của các năng lực huyền bí mà không ai hiểu nổi, và việc nhận ra vẻ đẹp cách vô ý thức phải đóng một phần quan trọng. Ngoài một tính vô tận của các thiết kế, một nhà toán học chọn một mẫu vì cái đẹp và kéo nó xuống đất."